# Zygostates grandiflora
Zygostates grandiflora là một loài thực vật có hoa trong họ Lan. Loài này được (Lindl.) Mansf. miêu tả khoa học đầu tiên năm 1938.